# Pericoma tonnoiri
Pericoma tonnoiri és una espècie de dípter pertanyent a la família dels psicòdids present a la Gran Bretanya, Irlanda, Baviera, Àustria, Hongria, Grècia i el territori de l'antiga República Federal Socialista de Iugoslàvia.